# 市井結夏
市井 結夏（いちい ゆうか、2004年4月8日 - ）は、日本のAV女優。LIGHT所属。

## 略歴
2022年7月にAVデビュー。看護学校に通い始める前にAVに自ら応募したという。
2025年6月16日週FANZA動画フロアランキングで2024年に出演、発売した『福袋 円光タダまん 美少女生中出し18名収録 総尺40時間41分（2441分）』（First Star）が1位に上昇した。

## 作品

### アダルトDVD
- 新人デビュー 天真爛漫ナースの卵がカメラに見せるエロ本性（7月12日、ABC/妄想族）
- 素人バラエティ 田舎のお嬢様学校のJ○が挑戦する ギチ詰めローターチャレンジ! ひとつ挿入できたら5万円 ローターを膣口が閉まらなくなるまでマ○コに挿入! 勝ったら賞金総取り、負けたら即ハメ中出し! キツマン・ガン詰め脱出ゲーム!（8月11日、サディスティックヴィレッジ）※「奈津美」名義
- 夏休み日焼け美少女公衆トイレわいせつ映像（8月26日、I.B.WORKS）
- 敏感乳首で大失禁!! 乳首を執拗に責めたてハメ潮吹くお漏らしマ●コに中出し3本番（9月6日、ABC/妄想族）
- ちびっこ拘束激イカセ悪徳エステ 4（9月22日、ナチュラルハイ）
- 現代の神隠し 帰宅途中の●学生を狙ったハイ●―ス誘い込み集団強制わいせつ映像（9月23日、I.B.WORKS）
- 円光なう。 ちっぱいミニマム炉利っこ18歳（10月7日、女の子の秘密）
- パート先の店長に媚薬を盛られトロトロ状態で妊娠させられた幼妻（10月11日、マザー）
- あざと可愛い美少女カフェ店員の小悪魔誘惑 中出し3本番! 既婚店長との深夜不倫は残業手当付きません!（11月15日、ABC/妄想族）
- パコ撮りNo.75 初体験は緊張し過ぎて覚えていない小柄J●から「ゴムはあんまり着け無い… 生のおチン●ンが好き♡」と知れたのでそのまま中出しした!（12月12日、FIRST STAR）
- マジックミラー号ハードボイルド 一日中立ちっぱなしで美脚が蒸れたOLが挑戦するガニ股素股チャレンジ! 光るストッキングでEDフニャチンを持続可能な勃起でイカせられたら賞金30万円予想外にガチガチになったデカチンで敏感な膣口を刺激された美人OLはガックガクイキ追撃激ピスで人生初のぴえん中出しも拒めない!（12月22日、サディスティックヴィレッジ）
- 女子大生にお願いしました。マ●コじゃないから大丈夫!! あなたのアナル舐めさせてくれませんか?（12月27日、SCOOP）

- 人妻ナンパ 不倫交際リレー 5時間OVER セフレ数珠繋ぎ計画「あなたよりスケベなママ友紹介して下さい。」（1月10日、椿鳳院）
- 羞恥 新入生発育健康診断 2022（1月12日、サディスティックヴィレッジ）
- 女子校生ストーキング・ブルース（1月27日、First Star）
- 夫に秘密のイチャラブ不倫 家の事を頑張ってきたけれど今日だけは、どうにでもなりたいの…（1月27日、MERCURY）
- 私の娘 148cm38kg ＃生活保護＃炉利コン大歓迎＃DM大歓迎（2月7日、キチックス/妄想族）
- 騎乗位でSEXしながらずっとベロチューと乳首弄り、パウダー使ってさわさわ睾丸弄られ続けながら90分間イクのを禁止される早漏男子には拷問すぎる4Pハーレム（2月7日、アロマ企画）
- 素人女子大生の皆さんww 青空の下で脳がトロける超濃密ベロキス体験してみませんか? 舌を絡ませる糸引き涎ダラダラディープキスで高まっちゃって!? とにかくキスキスキス生々しい接吻中出しSEXww 4（2月10日、赤面女子）
- 憧れ女性のパンチラを堪能しながら同僚女子にチ○ポや乳首を弄られ続ける（2月14日、アロマ企画）
- 絶頂必至の三点責めで無限にイカされたボク! 「もう勘弁してください! 完璧に三点キマってます!」 乳首を弄られるだけで声が漏れてしまうボク。悶えるボクを面白がる彼女たちは両手両足を駆使してボクの敏感な所をピンポイントで刺激!（2月14日、Hunter）
- 固定バイブ羞恥アクメ 人妻モデルに「下着に挟むだけ…」のバイブをどさくさ紛れにズボっと挿入したらTバックで固定されたバイブがボルチオ直撃で瞬殺イキ!!（2月28日、SCOOP）
- 濃厚ベロチュー × トルネードオイル手こき × 連続2回発射!!（3月7日、アロマ企画）
- ごっくん駅員さん ショートカット鉄道おしゃぶり娘と精飲デート（3月9日、SUN）
- フルバックパンティの無防備な着衣尻やマ○コのワレメにチ○ポを擦りつけて射精する（3月14日、アロマ企画）
- 従順美少女の義娘とイタズラ温泉旅行（3月24日、ま○こ銀行）
- えちな子見つけた! No.1 こう見えてエロびっち! 合法ロリ子ちゃんに中出し 市井結夏（3月28日、K-Tribe）
- 【盗撮】真面目な男性客をワザと勃起させて喜ぶ確信犯的誘惑を仕掛けてくるメンエス嬢はマジ天使!!（3月28日、SCOOP）
- 兄を溺愛しすぎる! ロリ妹の甘痴女ゆうわく 市井結夏（4月11日、K-Tribe）
- 小、中、そして○校生の現在もアダ名が「博士」の貧弱なボク。そんなボクの自宅には、クラスの女子がAV見たさによくやって来る。でも、いざエッチなシーンを見たらモジモジしだしパンティ越しにでもわかるくらいビショ濡れで恥ずかしい染みだらけ!（4月11日、Hunter）
- パイパン田舎美少女～姪っ子を待ち伏せる叔父～つるぺた ゆうか153cm（4月18日、姦乱者/妄想族）
- 「誰も知らない、2人だけの秘密。」 こなつ と ゆうか（4月18日、無垢）
- 拘束されたガーリー女子をクリトリス責めしながら観察する（4月18日、アロマ企画）
- 夢見る地下アイドル、股を開けども開けども。低身長ぺちゃぱいパイパン炉利娘もか☆実録ドキュメント（4月27日、MERCURY）
- 臭い・汚い・気持ち悪い 3K揃った体重100キロ越えのキモデブおじさんに無理やり犯●まくる超スリム制服美少女 4名（5月4日、素人39）
- 娘に喰わせてもらってます。 市井結夏（5月5日、ワープエンタテインメント）
- 虐待・売春どっぐ 少女は犬。エサは性暴力。 市井結夏（5月16日、ドグマ）
- 小さなパイパン少●中出し ～性癖異常者の猥褻行為～ ゆうか153cm（5月16日、姦乱者/妄想族）
- だれとでも定額挿れ放題 銀行編2 その地方銀行はお金以外に、おち○ちんも銀行内の職員なら営業時間中は誰にでも出し挿れ自由、挿れ放題! なんでも、毎月預け入れる額によって、利息の代わりに指や舌やぺニスを上のお口や下のお口に挿れる事ができるそうなんです! お金以外にも、たまったモノを出せちゃえる銀行なんてそんなのあるわけ… 果たして噂の真相は本当なのか嘘なのか、今からボクが確かめに行ってみたいと思います!!（5月23日、Hunter）
- ボランティア活動に勤しむ心の綺麗な女の子のセックス見たくないですか? 【流出映像】信州●際大学環境美化サークル2023年春（5月25日、SODクリエイト）
- 有名進学校の女子校生が初めてのオナニー鑑賞! 3 至近距離でのガマン汁臭とシコシコ音にグッチョリ膣キュン! 頬を赤らめて求めて来たので生挿入、中出ししちゃいました!（5月25日、アイエナジー）
- 乳首開発痴漢 微乳女子○生限定Ver.（5月25日、ナチュラルハイ）
- 叔父さんと2回目のえっち「ニコッ!」 わかっているけどやめられない!!! かわいい姪っ子とイチャラブ中出し性交4時間（6月5日、GLAY'z）
- えっちなおまじない 市井結夏（6月12日、First Star）
- ボクだけの卒業式を開いてくれた優しい幼馴染と童貞卒業式までしちゃいました! 童貞でイジメられていたボクは登校拒否に! そのまま卒業式当日も欠席! 「童貞も卒業できないまま学校生活も終わりか…」そんな風につぶやいていると、ボクを心配して様子を見に来てくれた可愛い幼馴染がボクだけのために卒業式を開いてくれた。しかも、ボクが童貞だからイジメられてるいう事実を知ると…（6月13日、Hunter）
- メンズエステの面接に来た気弱な純情女子にセクハラ講習（6月13日、Hunter）
- 昏○中出しレ○プ 狙われた女子○生、ゆうか。（6月15日、MILK）
- 彼女にするには真面目すぎてセフレにするには最高にカワイイ都合の良いバイト先の元後輩女子をデートに誘って… 恋人ごっこデートの合間にホテルに入ってめちゃくちゃ中出ししまくった。 市井結夏（6月20日、本中）
- お金のために成金オヤジにセックス動画を記録撮影される幼妻 市井結夏（6月27日、マザー）
- 「あの時の続きしよう…」 あの日のエッチな見せ合いっこの続き。幼い頃、遊びでお互いの性器を見せ合いっこした幼馴染が超絶美少女になって戻ってきて「ねえぇ～またあの時みたいに見せ合いっこしようよ…」と言ってきた! 毛も生えて、少しは大人になったボクたちは勃起したチ○ポと濡れ濡れマ○コを見せ合い、舐め合い、そして…（6月27日、Hunter）
- オタク女子会レズビアン SEXの快感にハマったゲーマー女子が無課金でイキまくり絶頂コンティニュー超乱交! 倉本すみれ 百瀬あすか 市井結夏 姫野らん（7月11日、ビビアン）
- 【素人個撮】どこでもフェラチオ 6 激レア美少女10名（9月26日、S級素人）

- 初めて彼女ができたのに、くそ生意気な義妹に「童貞だからどーせすぐ別れる」と煽られてキスの練習をすることになった（2月27日、かぐや姫Pt/妄想族）
- ノーハンドフェラは奴隷の証! 11 手を使わずにフェラチオする11人の素人娘（4月9日、かぐや姫Pt/妄想族）
- どこでもおしっこ! 素人娘の大放尿28人 スロー再生でじっくり鑑賞できるマニア向け映像 9（6月4日、かぐや姫Pt/妄想族）
- 素人なのにディルドオナニーで激しく感じちゃう一般人娘 13（6月25日、かぐや姫Pt/妄想族）
- セクハラママさんバレー! 9 ハイレグブルマ姿の人妻10人が挑む過酷なエロトレーニング（7月9日、かぐや姫Pt/妄想族）
- オナサポ!! 女子○生 着衣で全裸で挑発的ダンス 8（8月27日、かぐや姫Pt/妄想族）
- 【個撮】どこでもフェラ17 11人（11月5日、かぐや姫Pt/妄想族）
- 可愛い子限定!! めっちゃ気持ちがいいフェラチオ300分（12月3日、たんぽぽ/妄想族）

- 恋人いちゃラブドキュメント ちびっ子可愛いの極み 市井結夏ちゃんと1日イチャイチャデート（1月7日、パコパコ団とゆかいな仲間たち/妄想族）

### アダルトVR
- 義妹の部屋とはドア1枚の隣り合わせ。恥ずかしがりやの妹は兄のパンツで、オナニーを繰り返すむっつりスケベだった件 結夏（2023年2月9日、unfinished）

### アダルト動画配信
- 《ガチロリJK》【電車痴漢】★ジャンパースカートにジュニア下着の無垢JKがまさかの大量潮吹き★玩具責めで狂ったようにイキ地獄（7月23日、ゆず故障）
- 【これは高速を通り越して 超速 ピストン】興味本位でAV出演した18歳大学生に、女優でも悲鳴を上げそうな激しさでハメ倒していく!セックスがトラウマにならないか心配になるが……? 応募素人、初AV撮影 298（7月24日、シロウトTV）※「ゆうか」名義
- 奈津美 & 芽衣（8月11日、素人参加バラエティ）
- 久美子 & 奈津美（8月11日、素人参加バラエティ）※「奈津美」名義、DVD『素人バラエティ 田舎のお嬢様学校の〜』の久美子と奈津美の出演部分
- 【18時間着用】ピンク×白・花柄ぱんつちゃん【こーこー生】（9月2日、インディー）※「ゆうか」名義
- マジ軟派、初撮。 1860 彼氏を地元に残し上京した現役JDを渋谷でナンパ!純粋なのは見かけだけ?テニサーの先輩と3P浮気SEXをするドスケベ娘!超敏感マ●コを突かれて中イキ連発!（11月3日、ナンパTV）※「ゆうか」名義
- ゆうか（11月11日、おっぱいちゃん）※「ゆうか」名義
- ゆうか 2（11月22日、おっぱいちゃん）※「ゆうか」名義
- 制服女子Yちゃん（12月18日、路地裏ぱんぱん）
- ゆうか 3（12月21日、おっぱいちゃん）

- ユウカ（1月12日、P-WIFE）
- 【個人撮影】M気質な短髪美小女とP活_大学進学の為に始めたP活で快楽堕ち（1月13日、インディ）
- ゆぅか（1月22日、浮遊僧）
- ゆうかちゃん（2月1日、俺の素人-Z-）
- ユウカ 2（3月1日、P-WIFE）
- ゆうか（3月12日、素人ムクムク）
- 亜沙美（3月23日、俺の素人-Z-）
- 結城（4月1日、P-WIFE）
- ゆうかちゃん (妹)（4月21日、ホームメイド）
- 俺専用肉便器Yちゃん（5月1日、素人ペイペイ）
- ゆうか 4（5月26日、おっぱいちゃん）
- ゆうか 5（5月26日、おっぱいちゃん）
- マヒロ（6月2日、援堂山）
- マヒロ 2（6月9日、援堂山）
- 陸上部 Iちゃん（6月10日、素人ムクムク-礼ぷ-）

### デジタル写真集
- 第1回紅白全裸雪合戦（2022年12月28日、小学館、撮影：扶桑光）※複数モデルによるデジタル写真集。